# Nordische Skiweltmeisterschaften 1930/Teilnehmer (Schweiz)
| Goldmedaillen | Silbermedaillen | Bronzemedaillen |
| ------------- | --------------- | --------------- |
| —             | —               | —               |

Die Schweiz nahm an den 7. Nordischen Skiweltmeisterschaften, die vom 22. Februar bis 3. März 1930 am Holmenkollen in der norwegischen Hauptstadt Oslo ausgetragen wurden, mit einer Abordnung von zwölf Skisportlern teil.
Finanziert wurde die Reise zu den damals so genannten FIS-Rennen vom Schweizer Skiverband und den bekanntesten und wichtigsten Schweizer Skiclubs. Trainer der Schweizer Skiläufer war Fritz Erb.
Die Schweizer Athleten nahmen an allen offiziellen FIS-Wettbewerben aber auch dem Militärpatrouillenlauf und den hier nicht beschriebenen Militär-Einzelwettläufen teil. Anzumerken ist, dass sämtliche schweizerische Militärsportler sich auch an den FIS-Wettbewerben beteiligten.
Die herausragendsten Platzierungen waren der 22. Rang von Fritz Kaufmann im Skispringen, der 35. Platz von Walter Bussmann im Skilanglauf über 17 km sowie die Ränge 23 und 26 von Ernst Feuz und Adolf Rubi in der Nordischen Kombination. In diesen Wettbewerben krönten sich die Schweizer auch zu den besten Mitteleuropäern bzw. Nicht-Skandinaviern. Einzig im Dauerlauf über 50 km (bester Franz Kunz als 54.) musste diese inoffizielle Wertung an die Tschechoslowakei abgetreten werden.

## Teilnehmer und Ergebnisse
| Sportler                    | Verein               | Skilanglauf 17 km | Skilanglauf 50 km | Skispringen K-50 | N. Komb. 18 km / K-50 | Patrouille 28 km |
| --------------------------- | -------------------- | ----------------- | ----------------- | ---------------- | --------------------- | ---------------- |
| Walter Bussmann             | Ski-Club Luzern      | 35.               | DNS               | –                | 39.                   | –                |
| Severo Della Torre, Sappeur | Sci Club Airolo      | DNF               | –                 | –                | –                     | DNS              |
| Ernst Feuz                  | Ski-Club Mürren      | 76.               | –                 | 64.              | 23.                   | –                |
| Carlo Gourlaouen, Gefreiter | Sci Club Airolo      | DNF               | –                 | –                | –                     | 4.               |
| Riccardo Jelmini, Gefreiter | Sci Club Airolo      | DNF               | –                 | –                | –                     | 4.               |
| Alfons Julen                | Ski Club Zermatt     | 47.               | –                 | DNS              | DNF                   | –                |
| Fritz Kaufmann              | Ski Club Grindelwald | –                 | –                 | 22.              | –                     | –                |
| Franz Kunz, Oberleutnant    |                      | DNF               | 54.               | –                | –                     | 4.               |
| Adolf Rubi                  | Skiclub Grindelwald  | 73.               | –                 | 70.              | 26.                   | –                |
| Bruno Trojani               | Ski-Club Gstaad      | –                 | –                 | 118.–136.        | –                     | –                |
| Robert Wampfler             | Skiklub Zweisimmen   | 79.               | 65.               | –                | –                     | –                |
| Hans Zeier, Feldwebel       | Ski-Club Luzern      | 75.               | 78.               | –                | –                     | 4.               |

## Legende
- DNF = Did not finish (nicht beendet bzw. aufgegeben)
- DNS = Did not start (nicht gestartet)